# Frances Flaherty
Pour les articles homonymes, voir Flaherty.

Frances Flaherty, née Frances Johnson Hubbard, est une scénariste et documentariste américaine née le 5 décembre 1883 à Bonn (alors dans l'Empire allemand) et morte le 22 juin 1972 à Dummerston (Vermont).

## Biographie
Frances Johnson Hubbard naît en Allemagne, alors partie intégrante de l'Empire allemand, où son père est venu étudier la minéralogie à l'université de Bonn. Elle épouse en 1914 Robert Flaherty, avec qui elle collaborera à l'écriture et à la réalisation de plusieurs documentaires.

## Filmographie
- 1922 : Nanouk l'Esquimau de Robert Flaherty
- 1934 : L'Homme d'Aran de Robert Flaherty
- 1942 : The Land de Robert Flaherty
- 1948 : Louisiana Story de Robert Flaherty

## Nominations
- Oscars du cinéma 1949 : Oscar de la meilleure histoire originale pour Louisiana Story
- Writers Guild of America Awards 1949 : Robert Meltzer Award pour Louisiana Story